# Fédération syndicale internationale
Cet article concerne l'organisation syndicale fondée en juillet 1919. Pour les fédérations internationales regroupant des syndicats nationaux ou régionaux, voir Fédérations syndicales internationales.
Pour les articles homonymes, voir FSI.
La Fédération syndicale internationale ou FSI, dite aussi Internationale d'Amsterdam, est une organisation syndicale fondée en juillet 1919 et rassemblant les syndicats ouvriers refusant de rejoindre le futur Profintern (Internationale syndicale rouge). Elle est la suite d'une première Fédération fondée en 1913 à Zurich, rassemblant des syndicats qui pour certains avaient été membres de l'Association internationale des travailleurs, mais n'avaient pas trouvé leur place dans une Internationale ouvrière plus tournée vers les partis politiques. Dans les années 1930, elle renforce ses liens avec l'Internationale ouvrière socialiste. En 1946, elle se fond dans la Fédération syndicale mondiale.

## Historique

### Le Secrétariat syndical international et la première Fédération syndicale internationale

#### L'Internationale ouvrièreet lessyndicats
Quand l'Internationale ouvrière se constitue définitivement lors de son deuxième congrès à Bruxelles en 1891, des syndicats en sont membres, mais contrairement à l'époque de l'Association internationale des travailleurs, les partis politiques ouvriers sont devenus des organismes puissants, souvent implantés sur tout leur territoire national, et doté d'une représentation parlementaire. Leur tendance naturelle est donc de vouloir contrôler aussi l'activité des syndicats. 
Finalement, avec l'exclusion des anarchistes lors du congrès de Londres (1896), les syndicats proches d'eux, comme la Confédération générale du travail, où même simplement ne souhaitant pas être dominés par les parlementaires, comme le Trades Union Congress britannique, se retirent de l'Internationale ouvrière.

#### Les conférences deCopenhague, puis deStuttgart
En 1901, à la suite d'une proposition faite par la CGT lors de l'Exposition universelle de Paris l'année précédente, des syndicalistes Allemands, Belges, Anglais et Scandinaves créent le Secrétariat syndical international.
Lors de la deuxième conférence du SSI, à Stuttgart, l'ensemble des délégués, y compris les Français, décident de confier le SSI à la confédération allemande des syndicats. Cette conférence prend aussi la décision de n'admettre qu'une seule confédération par pays.

#### Un SSI au rôle modeste
Le rôle du SSI est essentiellement de rassembler des rapports envoyés par les confédérations membres, et de les rediffuser, après traduction dans l'une des trois langues officielles (français, allemand, anglais). Il passe pourtant de 12 confédérations représentées en 1904, à 19 en 1913, et de 2 333 000 à 7 400 000 syndiqués. Il est dominé par un pôle central, regroupant pays germaniques et scandinaves, bordé sur sa gauche par un groupe latin (Espagne, France, Italie) et sur sa droite par les anglo-saxons. Si une collaboration poussée a lieu avec la direction de l'Internationale ouvrière, beaucoup de confédérations sont frustrées de ne pouvoir aller plus loin dans la solidarité syndicale internationale, et poussent à une plus grande intégration du SSI. En 1911, la conférence de Budapest estime qu'il faut aller vers une Fédération syndicale internationale pour lutter contre l'"unité patronale" sans cesse croissante.

#### La conférence deZurich
En 1913, les confédérations membres du SSI créent la Fédération syndicale internationale lors de la conférence de Zurich. Elles élisent à sa tête l'allemand Carl Legien qui était déjà le secrétaire du SSI. Mais la grande nouveauté est d'intégrer à la FSI les Secrétariats professionnels internationaux (SPI) dont le plus ancien, celui des travailleurs de l'industrie du tabac, datait de 1889, et qui faisaient fonctionner dans leur domaine une véritable solidarité syndicale internationale. C'est le début d'une véritable confédération internationale.

#### Le syndicalisme international pendant laPremière Guerre mondiale
Dès le début du conflit, les confédérations membres de la FSI suivent la politique de leur gouvernement respectifs. Le siège de la FSI est alors déménagé de Berlin à Amsterdam, dans un pays neutre. En 1914, l'American Federation of Labor propose lors de son congrès, qu'un congrès ouvrier international se réunisse dès la fin du conflit pour reconstituer la FSI. Cette idée est reprise en 1915 à Londres, lors d'une réunion rassemblant Français et Anglais, puis à nouveau à Leeds en 1916, avec cette fois les Belges et les Italiens en plus. La Conférence de Leeds demande aussi que soit développé l'Office international du travail, créé en 1901 à Bâle.
En octobre 1917, la conférence de Berne organisée par la FSI reprend le programme de la réunion de Leeds. Puis en février 1918, une réunion syndicale à Londres se prononce pour le programme du président Woodrow Wilson et la création de la Société des Nations.

### La Fédération syndicale internationale (ou Internationale d'Amsterdam)

#### Les conférences deBerne(5-9 février 1919) et d'Amsterdam(26 juillet-2 août 1919)
Dès la fin de la Première Guerre mondiale, les syndicats veulent reformer la Fédération internationale. À Berne, 16 syndicats venant de pays vainqueurs, neutres ou vaincus sont représentés. Les syndicats des pays de l'Entente font adopter le principe d'une législation internationale du travail, et de la constitution d'une Organisation internationale du travail, (OIT) partie de la Société des Nations. Mais c'est la Conférence d'Amsterdam de 1919 qui reconstitue vraiment la FSI, et qui installe son secrétariat dans cette ville (d'où le nom d'Internationale d'Amsterdam), c'est l'anglais Appleton, Léon Jouhaux et Mertens sont vice-présidents. Les débuts de la FSI sont très prometteurs, en 1920, elle compte 22 millions d'adhérents, elle joue même un rôle, en particulier par ses sections allemandes et scandinaves, dans la reconstitution de l'Internationale ouvrière socialiste.

#### L’action de la FSI
La Fédération syndicale internationale développe une politique de présence au sein de l’Organisation internationale du travail, où elle bénéficie du monopole de la représentation syndicale, elle essaye alors de faire avancer les droits des travailleurs, ainsi la 1re conférence du travail qui se tient à Washington en octobre-novembre 1919 recommande la journée de huit heures, et les quarante-huit heures par semaine. La FSI entretient de bonne relation avec Albert Thomas, directeur du bureau international du travail. 
La FSI développe aussi les actions de solidarité internationale envers les syndicats et les travailleurs victimes de dictatures, mais elle n’organise pas de grands mouvements de grève internationaux. 

#### Les difficultés
La montée progressive des dangers au cours de l’Entre-deux-guerres va considérablement affaiblir la FSI, tout d’abord, l’arrivée au pouvoir de Benito Mussolini va éliminer les syndicats  italiens, puis la Fédération américaine du travail, devenue isolationniste va cesser de participer aux travaux de la FSI. Enfin, l’arrivée au pouvoir d’Hitler (1933), puis l’Anschluss vont éliminer les puissants syndicats allemands et autrichiens, et l'Unión General de Trabajadores disparaît avec l’arrivée de Franco. Le regain d’activité de la Confédération générale du travail française, en 1936, ne compense pas ces pertes.

#### Les relations avec l’Internationale syndicale rouge
Lors de sa création en 1921, l’Internationale syndicale rouge (ISR ou ‘’Profintern’’) condamne la politique réformiste de la FSI, et par ailleurs, elle défend l’idée de syndicats d’industrie, contre les syndicats de métier, majoritaire au sein de la FSI, enfin, elle appelle les masses ouvrières à des actions révolutionnaires internationales, et défend le lien organique entre l’ISR et l’Internationale communiste. 
Face à cela, la FSI est partagée, même si la plupart des dirigeants, très attachés à l’indépendance syndicale, refusent tout action, voire tout contact avec l’ISR, au niveau des SPI, la situation est plus contrastée, ainsi celui des transports est favorable à l’unité d’action, voire à l’adhésion de syndicats membres de l’ISR, à condition qu’ils respectent les statuts de la FSI.
Par ailleurs, tout au long de son existence, l’ISR tente de créer des liens avec les organisations de la FSI, il faut cependant attendre 1935 pour qu’une vraie démarche d’unité se mette en marche. Un certain nombre d’organisations de l’ISR, comme la Confédération générale du travail unitaire, entrent au sein des organisations de la FSI, et en 1937, l’ISR est dissoute. 
En novembre 1937, une délégation de la FSI est même reçue à Moscou pour discuter de l’intégration des syndicats soviétiques, mais les accords de Munich, puis le Pacte germano-soviétique interrompent ces contacts.

#### La FSI pendant laSeconde Guerre mondiale
De fait, la FSI entre en sommeil pendant le conflit. En 1939, le siège est transféré de Paris à Londres, et bien plus que la FSI, c’est le Trade Union Congress qui prend alors les choses en main pour maintenir l’unité et l’activité syndicale internationale, notamment par le biais de la Commission syndicale anglo-soviétique. Les organisations de la FSI rejoignent la Fédération syndicale mondiale qui se crée à Londres en 1945.